# Houghton Lake (Míchigan)
Houghton Lake es un lugar designado por el censo ubicado en el condado de Roscommon en el estado estadounidense de Míchigan. En el Censo de 2020 tenía una población de 5294 habitantes y una densidad poblacional de 272,5 personas por km².

## Geografía
Houghton Lake se encuentra ubicado en las coordenadas 44°18′39″N 84°45′44″O / 44.31083, -84.76222. Según la Oficina del Censo de los Estados Unidos, Houghton Lake tiene una superficie total de 19.43 km², de la cual 15.21 km² corresponden a tierra firme y (21.72%) 4.22 km² es agua.

## Demografía
Según el censo de 2020, había 5294 personas residiendo en Houghton Lake. La densidad de población era de 272,5 hab./km². De los 5294 habitantes, Houghton Lake estaba compuesto por el 92.99% blancos, el 0.32% eran afroamericanos, el 0.57% eran amerindios, el 0.57% eran asiáticos, el 0.02% eran isleños del Pacífico, el 0.38% eran de otras razas y el 4.48% pertenecían a dos o más razas. Del total de la población el 1.85% eran hispanos o latinos de cualquier raza.